# Crise política no Peru de 2017-presente
A crise política no Peru desde 2017-presente refere-se ao período de instabilidade política na República do Peru que começou durante o governo de Pedro Pablo Kuczynski, em setembro de 2017 até sua queda em março de 2018, intensificando-se sob o governo de Martín Vizcarra, iniciado em março de 2018 (na linha sucessória por ser o primeiro vice-presidente), que finalmente dissolveu o Congresso da República em 30 de setembro de 2019. A característica fundamental dessa crise foi o confronto constante do Executivo com as forças políticas da oposição no Congresso, liderada pela Fuerza Popular ou partido fujimorista. O Executivo acusou esse partido de realizar um trabalho obstrucionista e opor-se à reforma política e judicial, enquanto a oposição descreveu o governo como incapaz, corrupto e com tendência ao autoritarismo do tipo Castro-Chavista.
A origem da crise política pode ser colocada em três eventos conjunturais:
- o resultado das eleições gerais de 2016, que levaram Pedro Pablo Kuczynski, dos Peruanos Por el Kambio, à presidência, derrotando Keiko Fujimori, filha do ex-presidente Alberto Fujimori, do partido Fuerza Popular, por uma estreita margem de vantagem. Porém o novo governo não conseguiu obter a maioria no parlamento, nem mesmo a possibilidade de contrabalançar com eventuais alianças com outras forças políticas minoritárias, pois seu rival nas eleições, o fujimorismo, obteve uma maioria esmagadora, o que o levou a ter o controle do Congresso (73 congressistas dos 130 assentos).[1][2] Os ressentimentos mútuos surgidos entre os dois competidores durante as eleições levou desde o primeiro momento a um confronto entre os dois poderes, que foi crescendo com o passar do tempo, embora do ponto de vista ideológico não tivessem grande diferença (ambos de centro-direita).
- a revelação do Departamento de Justiça dos Estados Unidos sobre o Caso Odebrecht (parte da Operação Lava Jato), em dezembro de 2016, que envolveu importantes políticos e funcionários do governo do Peru desde o início do século XXI, em casos de corrupção.[1] O trabalho enérgico e determinado de uma equipe de promotores peruanos (incluindo José Domingo Pérez) conduziu os processos de investigação que envolveram ex-presidentes como Alejandro Toledo, Alan García e Ollanta Humala, incluindo até mesmo o presidente em exercício Pedro Pablo Kuczynski, além de importantes líderes políticos em atividades como Keiko Fujimori. No entanto, o Executivo foi acusado sem maiores provas de controlar a acusação para redirecionar investigações para políticos que eram desafetos; por outro lado, a maioria fujimorista aliada ao aprismo no Congresso foi acusada de "blindar" (proteger) seus correligionários investigados, especificamente através da Comissão Lava Jato. A prisão preventiva do ex-casal presidencial Ollanta Humala e Nadine Heredia, a renúncia de Kuczynski à presidência, a prisão preventiva de Keiko Fujimori, o suicídio de Alan García, foram os principais acontecimentos derivados da investigação da Lava Jato que marcaram esse período, causando muita comoção, acentuando a crise política.[3]
- a eclosão do caso de corrupção judicial chamado CNM Audios ou Lava Juez (julho de 2018), graças ao trabalho de dois promotores de Callao, Rocío Sánchez Saavedra e Sandra Castro. Por meio de escutas telefônicas legais, foram revelados supostos atos de corrupção e tráfico de influência que envolviam diretamente juízes, promotores e membros do Conselho Nacional de Magistratura (CNM). Todos os envolvidos, incluindo o juiz da Suprema Corte César Hinostroza e o procurador-geral Pedro Chávarry, foram considerados membros de uma organização criminosa, denominada Los Cuellos Blancos del Puerto. Embora tenha sido uma investigação fiscal e judicial, o fato transbordou para os meios políticos quando a maioria fujimorista e seus aliados do aprismo no Congresso foram acusados de pretender "blindar" Hinostroza, Chávarry e outros envolvidos, atiçando ainda mais o conflito com o Executivo, que propôs, contra todas as probabilidades, levar adiante uma reforma do judiciário e do Ministério Público.[4]

A crise política pode ser dividida em oito períodos:
- O primeiro período ocorreu devido a uma série de eventos que resultaram oficialmente em 15 de setembro de 2017 em uma fratura total do Estado.[5][6] Por um lado, o Executivo, denominado "oficialismo", liderado pelo presidente eleito constitucionalmente Pedro Pablo Kuczynski e, por outro, o Congresso da República do Peru, controlado principalmente pelo partido fujimorista Fuerza Popular, que se autodenomina "la oposición" liderada por Keiko Fujimori.[5] No dia 13 de outubro, o congresso da República dominado pela oposição retomou as relações com o oficialismo ainda que de maneira frágil.[7]
- O segundo período deve-se à perda de prestígio que o presidente da República Pedro Pablo Kuczynski experimentou quando um suposto conflito de interesses foi descoberto quando este foi Ministro de Estado do governo de Alejandro Toledo (2001-2006), ocasião na qual uma de suas empresas unipessoais prestou serviços profissionais à empresa Odebrecht (atual Novonor) e recebeu pagamentos substanciais. Até então, a Kuczynski negava consistentemente ter mantido qualquer relação laboral  com essa empresa. Tudo isso resultou no primeiro processo oficial de impeachment presidencial por "incapacidade moral" conforme a Constituição vigente (que teria mentido repetidamente sobre sua relação com a empresa Odebrecht),[8] que no entanto não prosperou.[9] Pouco depois, Kuczynski concedeu um indulto ao ex-presidente Alberto Fujimori, que cumpria uma sentença de 25 anos por crimes contra os direitos humanos.[10] A decisão desencadeou protestos em massa em várias cidades,[11] a renúncia de três de seus ministros[12] e críticas severas a um amplo espectro de personalidades.[13] Logo, em 28 de fevereiro de 2018, a Lei Mulder seria aprovada por insistência da Aliança Popular Revolucionária Americana (APRA) e do fujimorismo, que proibia a publicidade estatal na mídia privada[14] e logo após um segundo processo de impeachment presidencial, promovido pela esquerda e apoiado por fujimoristas da  Fuerza Popular.[15]
- O terceiro período começou alguns dias antes de o processo de impeachment ser debatido no Congresso, quando em 20 de março de 2018 os fujimoristas revelaram vídeos e áudios mostrando operadores do governo, incluindo um Ministro de Estado, negociando com um congressista da Fuerza Popular a compra do seu voto contra o impeachment, em troca de obras para sua região.[16] No dia seguinte, o presidente enviou sua carta de renuncia ao Congresso,[17] que foi aceita em 23 de março de 2018.[18] Nesse mesmo dia, o engenheiro Martín Vizcarra foi empossado como novo presidente por estar na linha de sucessão como o primeiro vice-presidente da República.[19]
- O quarto período começou em 7 de julho de 2018, quando o portal IDL-Reporters trouxe à tona os CNM Audios, algumas gravações que revelariam supostas ofertas de redução de sentenças, solicitações e agradecimentos por favores ou negociações para a promoção de funcionários do Conselho Nacional da Magistratura (órgão do Ministério Público que estaria relacionado a várias figuras públicas, como políticos, empresários e atletas, chefiados pelo advogado César Hinostroza), isso causaria as chamadas marcha contra a corrupção que exigem «que se vayan todos» referindo-se aos políticos em geral e ao congresso em particular.[20][21] O então presidente da República, Martín Vizcarra, durante seu discurso nas fiestas patrias, declarou que convocará um referendo sobre a não reeleição de congressistas e membros da Magistratura.[22][23] O referendo ocorreu e provocou uma relativa tranquilidade com a vitória do oficialismo de Vizcarra.[24]
- O quinto período começou em 31 de dezembro de 2018, quando o procurador-geral Pedro Chávarry, no Ano Novo de 2019, afastou os promotores José Domingo Pérez e Rafael Vela Barba, encarregados do caso de Keiko Fujimori e do ex-presidente Alan García.[25] Naquele mesmo dia, originou-se uma desaprovação midiática por parte do governo do presidente Vizcarra [26]  — incluindo também tanto dos setores da oposição [27] como da direita e da esquerda política [28] — contra essa decisão e contra a própria figura do procurador, exigindo sua renúncia.[29] O resultado, em 2 de janeiro, 2019, seria a ordem de Chavarry para restabelecer os promotores Pérez e Vela.[30]
- O sexto período começou em 29 de maio de 2019, quando o presidente Vizcarra acusou o Congresso de adiar a aprovação de um pacote de reformas políticas (uma delas, sobre a imunidade parlamentar, havia sido arquivada pela Comissão de Constituição sem debate adicional), e propôs uma questão de confiança para a aprovação de seis delas dentro de um prazo determinado.[31] O Congresso aprovou a questão da confiança em 5 de junho de 2019 e acelerou a aprovação dos ditames, fazendo várias modificações aos projetos originais do Executivo.[32] Em 25 de julho de 2019, todos foram aprovados, embora dois deles, de natureza constitucional, ficassem pendentes para aprovação final para uma segunda legislatura.[33]
- O sétimo período começou em 28 de julho de 2019, quando, através de uma mensagem à Nação, Vizcarra declarou que um dos principais projetos de reforma política, o da imunidade parlamentar (que ele pretendia que fosse o poder judiciário e não o próprio Congresso que levantasse essa imunidade), não havia sido aprovado em sua essência;[34][35] também criticou o Congresso por continuar "blindando" o promotor Chávarry e outros personagens relacionados ao Cuellos Blancos del Puerto (o caso CNM Audios).[35] Nesse contexto, Vizcarra propôs o adiantamento das eleições gerais (para presidente e Congresso), cuja aprovação sugeriu que poderia ser feita através de um referendo.[34] Após mais de um mês de debates, a Comissão Constitucional do Congresso arquivou o projeto, considerando-o inconstitucional.[36] Alguns dias depois, o Congresso havia programado a eleição dos novos magistrados do Tribunal Constitucional; no entanto, o Executivo anunciou que apresentaria uma nova questão de confiança para modificar a Lei Orgânica do Tribunal, no que se refere ao mecanismo de eleição dos referidos magistrados, a fim de garantir sua transparência e poder aplicá-la nas próximas eleições.[37] Na manhã de 30 de setembro de 2019, o Congresso decidiu continuar com a eleição dos magistrados, elegendo primeiramente Gonzalo Ortiz de Zevallos Olaechea e adiando para a tarde do mesmo dia o debate sobre a questão de confiança.[38] Enquanto o debate culmina e a questão da confiança é aprovada, o Presidente Vizcarra dá uma mensagem à Nação anunciando que dissolveu o Congresso ao considerar que lhe havia sido negada a confiança de maneira factual com o prosseguimento da eleição de um magistrado.[39] Segundo a Constituição, quando o Congresso nega a confiança pela segunda vez ao Executivo, o presidente tem a prerrogativa de dissolver o Congresso (a primeira negação de confiança foi para o gabinete de Zavala, no governo Kuczynski, uma vez que o governo de Vizcarra é considerado uma extensão desse governo).[40] O Executivo convocou eleições para um novo Congresso, realizadas em janeiro de 2020.[41]

- O oitavo período ocorre em dezembro de 2022, após o então presidente Pedro Castillo decretar estado de sítio no país e fechar o Congresso. Duas horas depois, Castillo foi destituído do cargo e aumentou ainda mais a crise política no país.[42][43]